# صموئيل درينان
صموئيل درينان هو سياسي كندي، ولد في 20 نوفمبر 1819، وتوفي في 1882.